# Фёдоро-Шуличино
Фёдоро-Шуличино (укр. Федоро-Шулічине) — село в Долинской городской общине Кропивницкого района Кировоградской области Украины.
До 2020 года входило в состав Долинского района
Население по переписи 2001 года составляло 274 человека. Почтовый индекс — 28533. Телефонный код — 5234. Код КОАТУУ — 3521985603.